# Postgebouw van Oostende

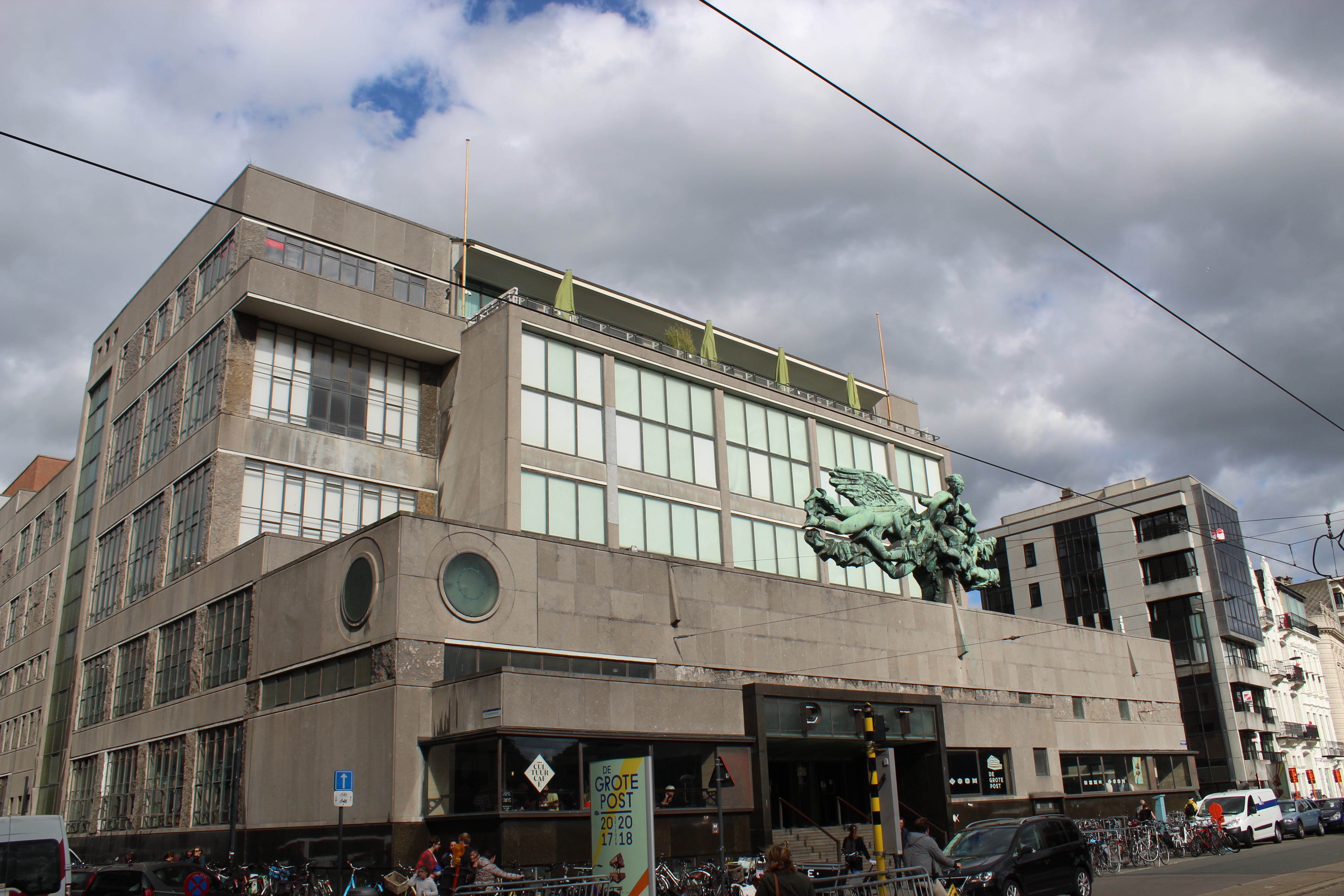
Postgebouw van Oostende

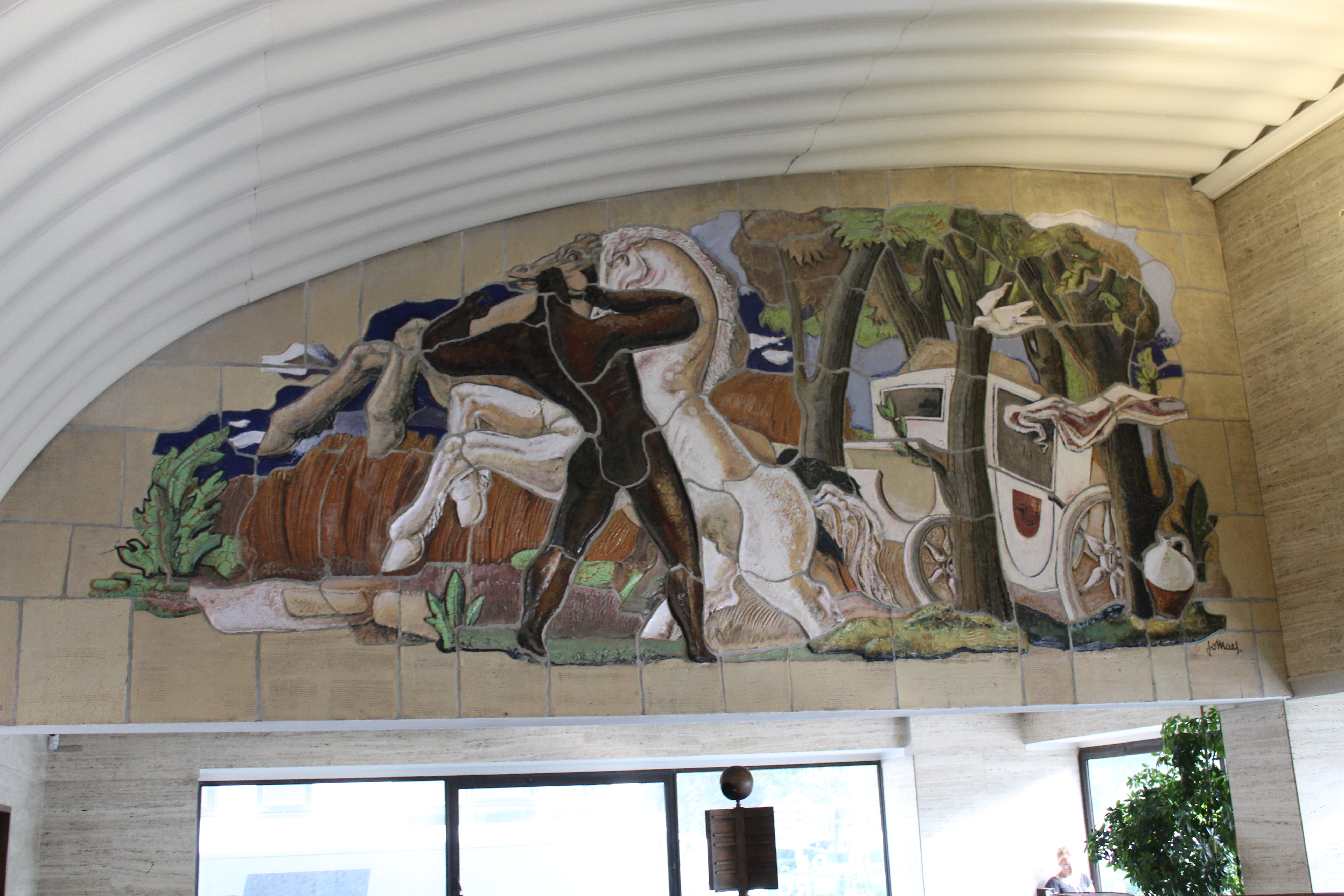
Keramisch reliëf van Jo Maes

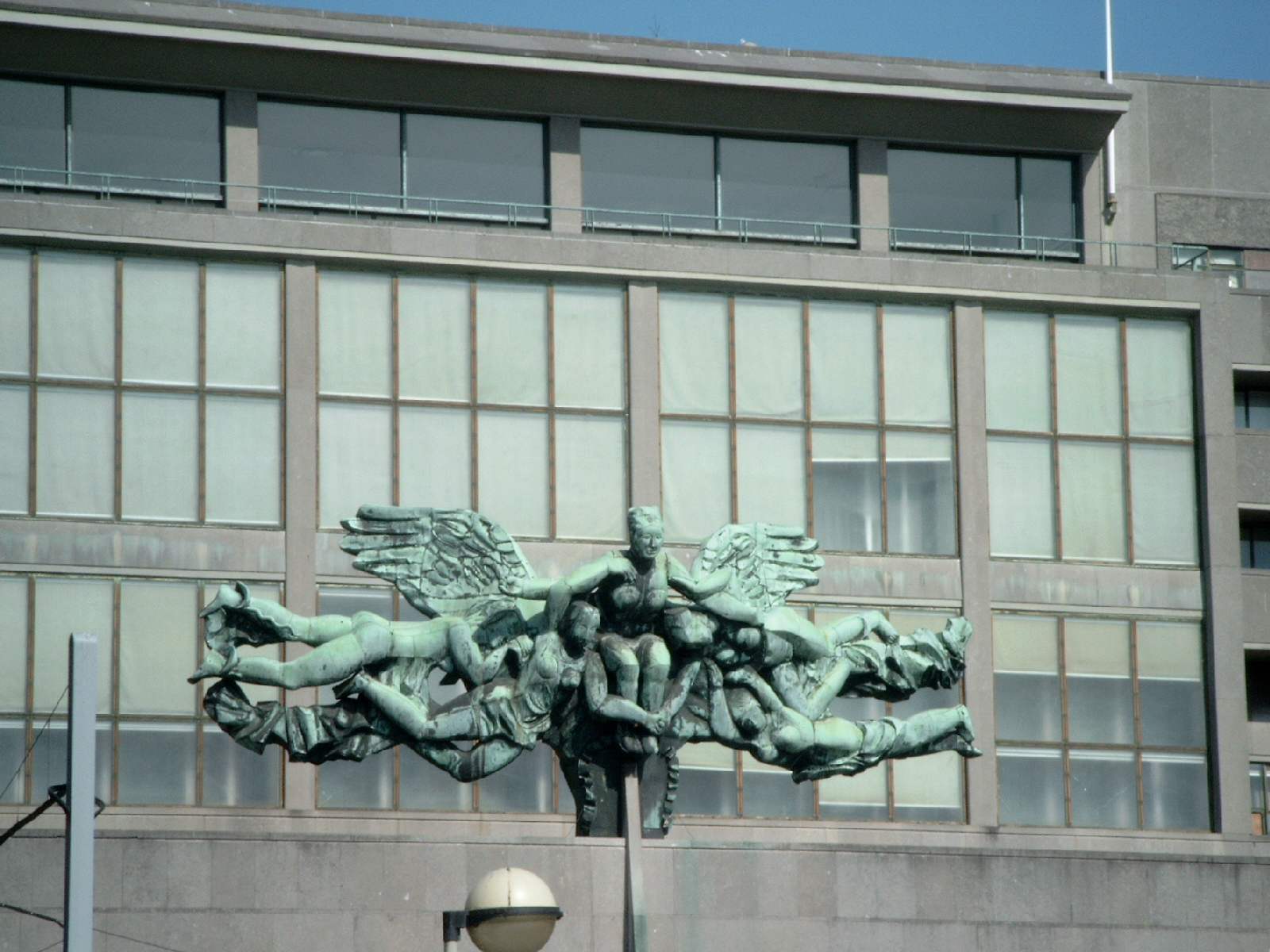
Plastiek van Jozef Cantré

Het Postgebouw van Oostende is het voormalig postgebouw gelegen aan de Hendrik Serruyslaan 18 te Oostende naar een ontwerp van architect Gaston Eysselinck. Het betreft een beschermd gebouw dat een nieuwe bestemming kreeg als Cultuurcentrum de Grote Post.

## Geschiedenis
Men bouwde het nieuwe postgebouw tussen 1947 en 1953 op dezelfde plaats als waar voorheen het in de Tweede Wereldoorlog gebombardeerde vroegere postgebouw stond. Het is het enige overheidsgebouw ontworpen door Gaston Eysselinck. Het meubilair werd eveneens door Eysselinck ontworpen. Het gebouw kreeg in de naoorlogse geschiedenis aanvankelijk weinig erkenning. Het postgebouw werd op 22 september 1981 een beschermd monument. In 1999 verliet de post het gebouw. Hierdoor stond het bijna volledig leeg op de technische installaties en enkele lokalen van Belgacom na.
In 2001 werd het pand door de stad Oostende aangekocht en kreeg het onder de naam Het cultuurcentrum de Grote Post een nieuwe bestemming. De renovatie werd genomineerd voor de Vlaamse Monumentenprijs in 2013 met de daaraan verbonden donatie van 2500 euro.

## Kunstwerken
Een oud-leerling van Gaston Eysselinck, met name Jo Maes, ontwierp de keramische reliëfs die zich in de beschermde lokettenzaal bevinden. Ze stellen de geschiedenis en de toekomst van de post voor. Op de voorgevel van het gebouw staat sinds 1963 een plastiek in brons van Jozef Cantré, genaamd "De Communicatiemedia, of Eenheid van de wereld door de Telefonie, Telegrafie en Postverkeer".